# Closterium ralfsii
Closterium ralfsii  là một loài Song tinh tảo trong họ Desmidiaceae, thuộc chi Closterium.

## Phân loài
- C. ralfsii var. ralfsii
- C. ralfsii var. hybridum
- C. ralfsii var. gracilius
- C. ralfsii var. montanum
- C. ralfsii var. immane
- C. ralfsii var. novae-angliae
- C. ralfsii var. kriegeri